# Abgratung
Die Abgratung ist eine Holzbearbeitung und ein Element der Schiftung. Sie wird vom Zimmerer ermittelt und durchgeführt. Die Abgratung ist das Pendant zu der Auskehlung (z. B. Kehlsparren, Gratkehlsparren). Die Abgratung entfernt die Teile des Holzes, die nach oben über die Dachfläche hinaus stehen. Diese „Überstände“ würde mit der eventuell aufzubringenden Dachlattung oder Dachschalung kollidieren. Durch eine vorherige Grundverschiebung (z. B. Gratsparren) kann der anfallende Verschnitt und eine Schwächung des Holzquerschnittes minimiert werden, wodurch sich aber auch die Auflagefläche der Abgratung auf der steileren Dachfläche verringert. Einzige Alternative zur Abgratung kann die Tieferlegung des Holzes sein, aber diese Möglichkeit findet nur selten Verwendung.

## Einsatzmöglichkeiten
- Flugsparren (schräger Sparren)
- Gratsparren
- Gratkehlsparren
- Kehlbohle
- verkanteter Sparren
- verkanteter Schifter